# Escuela Superior de Economía y Negocios
La Escuela Superior de Economía y Negocios (ESEN) es una institución de educación superior con carácter privado que ofrece las carreras de Economía y Negocios, Ciencias Jurídicas, Ingeniería de Negocios e Ingeniería de Software y Negocios Digitales. La misión de ESEN es proporcionar una formación integral a los futuros líderes de El Salvador y Centroamérica. Además, ESEN busca contribuir con excelencia académica a crear una masa crítica de profesionales que promuevan el desarrollo sostenido de la región. ESEN cuenta desde 1997 con el Centro Emprendedor, una unidad cuya misión es fomentar y desarrollar el espíritu emprendedor entre los empresarios para que generen empleos.

## Historia
La Escuela Superior de Economía y Negocios, es una institución educativa privada de El Salvador que ofrece estudios de pregrado (Licenciatura). La ESEN fue creada, según consta en su acta de constitución, el siete de septiembre de 1993; fueron aprobados sus estatutos según acuerdo número 1574 del Órgano Ejecutivo en el Ramo de Educación, de fecha 11 de marzo de 1994, y su personería jurídica fue aprobada de acuerdo con lo establecido por el artículo 4 del Reglamento de Aplicación de la Ley de Universidades Privadas. 
Fue fundada por un grupo de empresarios a partir de la Fundación para la Educación Superior y se constituyó como una institución sin fines de lucro. Comenzó a ofrecer en 1994 una única carrera denominada Licenciatura en Economía y Negocios, aspirando a convertirse en la mejor escuela de negocios del país. 
En 2003, amplió su oferta educativa comenzando a ofrecer la Licenciatura en Ciencias Jurídicas, llegando a tener buenos frutos, al punto de ser nombrada la Escuela Superior de Economía y Negocios, en septiembre del 2010, como la facultad de Derecho de El Salvador más reconocida de dicho año.
En 2006, la institución traslada sus instalaciones del campus provisional en la Colonia La Cima II de San Salvador a su ubicación actual en el municipio de Santa Tecla, Departamento de La Libertad, en el km. 12,5 de la calle a Comasagua, en las afueras del área metropolitana de San Salvador.
En el 2009, inicia la carrera de Ingeniería de Negocios la cual forma profesionales enfocados a resolver problemas en la empresa desde una perspectiva sistémica, modelando y analizando las complejas interrelaciones entre recursos, personas e información, e integrando el conocimiento de la ciencia de la ingeniería ─lo cuantitativo y analítico─ con un sentido de los negocios. El programa de Ingeniería de Negocios sigue un esquema similar al de los mejores programas de ingeniería industrial e incorpora sólidos conocimientos en las áreas de economía, negocios, liderazgo, innovación y tecnologías de la información.
El cargo de rector lo ostenta desde su fundación Don Ricardo Poma, prominente empresario salvadoreño, presidente del Grupo Roble y su director general es actualmente Everardo Rivera, ex becario Fulbright y Alumni de New York University, exalumno de la segunda promoción de ESEN.
En 2010, se estimaba que actualmente el 60% de exalumnos de ESEN han estudiado algún tipo de posgrado. Actualmente, la institución cuenta con más de 20 profesores a tiempo completo y alrededor de 800 alumnos.
Rectores
- Ing. Ricardo Poma

## Intercambio estudiantil
La ESEN, fiel a su filosofía de brindar oportunidades a sus alumnos, ha firmado convenios con universidades alrededor del mundo, para que sus alumnos puedan ser parte del programa de intercambios y estudiar un ciclo en estas universidades. Actualmente, las universidades incluidas en el programa son:
- Universidad Pontificia Católica de Chile, Chile
- Universidad del Desarrollo, Chile
- Universidad Adolfo Ibáñez, Chile
- University of Arkansas, Estados Unidos de América
- Instituto Tecnológico Autónomo de México, México
- Hochschule Furtwangen University, Alemania
- Universidad de Barcelona, España
- Universidad Católica de Brasilia, Brasil

## Autoridades académicas
Ing. Ricardo Poma 
Rector.
- Princeton University, Ingeniería Industrial.
- Harvard University. Master Businees Adminstration.

Lic. Everardo Rivera 
Director general.
ESEN
- New York University, Political Science.
- Universidad Pontificia Católica de Chile, Macroeconomía Aplicada y Políticas Públicas.

Licda. Carmen Aída Lazo  
Decana de Economía y Negocios.
ESEN
- Harvard University, Master in Public Administration in International Development.
- Universidad Pontificia Católica de Chile, Macroeconomía Aplicada.

Dr. Albino Tinetti
Decano de Ciencias Jurídicas.
- Harvard University, Pedagogía.

Ing. Mauricio Sven Guzmán
Decano Ingeniería de Negocios
- Universidad Centroamericana José Simeón Cañas, Ingeniería Industrial.
- University of Arkansas, Master Operations Research.

## Consejo académico
Dr. Carlos Francisco Cáceres.
- Ingeniero Comercial de la Escuela de Negocios de Valparaíso, MBA de la Universidad de Cornell y ITP de la Universidad de Harvard. expresidente del Banco Central de Chile, exministro del Interior en Chile, exministro de Hacienda. Director de empresas chilenas y multinacionales.

Dr. Ernesto Fontaine . QDDG
- M.A. y Ph.D. en Economía de la Universidad de Chicago e Ingeniero Comercial, Pontificia Universidad Católica de Chile, profesor de la Pontificia Universidad Católica de Chile, sus áreas de docencia e investigación son : Microeconomía, comercio internacional y evaluación socioeconómica de proyectos. Director de numerosas empresas, autor de diversos textos económicos y columnista.

Dr. Harry W. Strachan.
- D.B.A. Harvard University y J.D. Harvard University , ex Rector de INCAE, consultor y socio fundador de la empresa Mesoamerica Investments, Costa Rica. Especialista en el desarrollo de estrategias competitivas para multinacionales y estrategia de transformación para grupos familiares, además de fusiones y adquisiciones empresariales.

Dr. Arnold Harberger.
- Ph.D en Economía de la Universidad de Chicago, profesor de UCLA y asesor de diferentes gobiernos. Sus aportaciones a la investigación han estado principalmente en el campo de las finanzas públicas, en el análisis de costos y beneficios, en la economía internacional, en el análisis de la inflación y en la economía política de los países en desarrollo.

Dr. Arturo Fernández.
- Ph.D en la Universidad de Chicago, es Rector del Instituto Autónomo de México (ITAM); miembro del Consejo de Administración de numerosas empresas mexicanas; consultor del Banco Mundial y Fondo Monetario Internacional.

## Organizaciones estudiantiles
Algunas organizaciones estudiantiles con presencia en la ESEN son:
- Sociedad de Alumnos Emprendedores (SAE)
- Crece ESEN (antes conocida como ABEE)
- Model United Nations (MUN)
- Rotaract ESEN
- Pasitos
- ESENarte
- AIESEC ESEN
- HOPE
- Fitnesen